# Spálená (Roháče)
Spálená je poměrně nevýrazný vrchol v Roháčích, na hlavním hřebeni Západních Tater, nacházející se asi 0,75 km severo-severovýchodně od Pachoľy a 1,1 km severně od Baníkova.
Po strmých svazích Spálené vedou dva lavinové žlaby - na severovýchod strmý lavínový žľab do Spálenej doliny a na jihozápad o něco mírnější svah do Hlbokej doliny.

## Přístup
Vrchol je skalnatý a pod ním se na ostrém západním hřebeni Skriniarky nachází několik řetězy zajištěných úseků.
Přes vrchol vede červeně značená hřebenovka od Sivého vrchu po Pyšné sedlo. Ve směru od východu trvá výstup od Baníkovského sedla 1 hodinu, od západu ze Salatína 2 hodiny.

## Externí odkazy

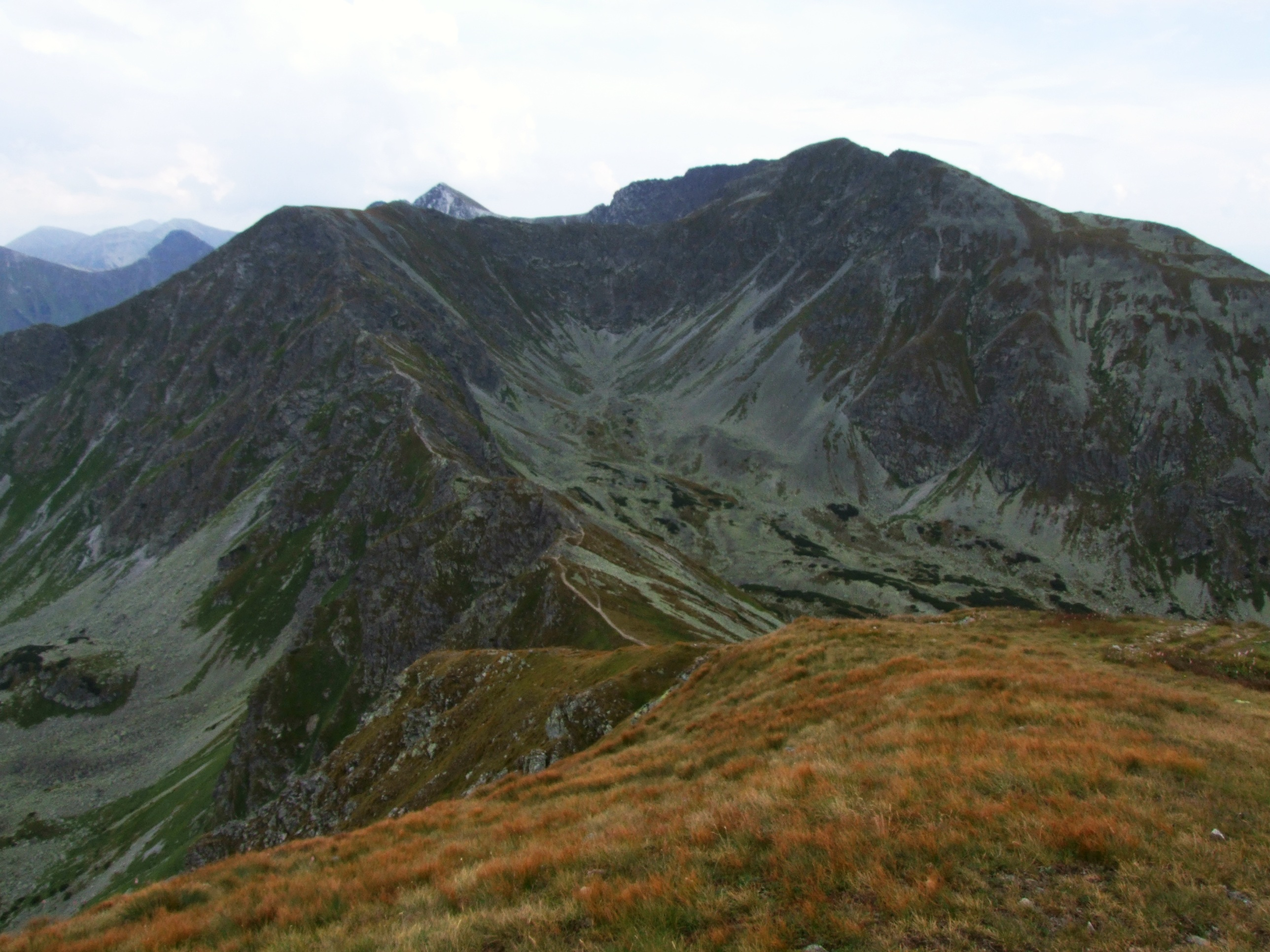
Spálená (vlevo) a Pachoľa ze Salatína